# 霍夫蘭 (明尼蘇達州)
霍夫蘭（英語：Hovland）是位於美國明尼蘇達州庫克縣的一個非建制地區。

## 歷史
此地於1880年代由一批來自斯堪的纳维亚的漁民建立，得名自挪威的同名地名Hoffland。

## 地理
霍夫蘭所處的海拔為高於海平面186米（即610英呎），而該地所採用的時區為UTC-6，即北美中部時區（CST）。同時該地設有夏令時間，為UTC-6調快一小時，即UTC-5（CDT）。